# Coleophora paeltsaella
Coleophora paeltsaella é uma espécie de mariposa do gênero Coleophora pertencente à família Coleophoridae.